# Aki (Kōchi)
Aki (jap. 安芸市 Aki-shi) – miasto położone w prefekturze Kōchi, w Japonii, na wyspie Sikoku. Status miasta (市, shi) otrzymało 1 sierpnia 1954 roku. 
Centrum położone jest przy drodze krajowej nr 55. Od południa miasto graniczy z Oceanem Spokojnym.
W mieście znajduje się sześć przystanków linii kolejowej Asa (znanej również jako linia Gomen-Nahari), należącej do kolei Tosa Kuroshio. Do urzędu miasta można dotrzeć wysiadając na głównej stacji miasta Aki. Stacje na terenie miasta Aki: Akano, Ananai, Kyūjōmae, Ioki, Aki i Shimoyama.

## Populacja
Zmiany w populacji Aki w latach 1970–2015:
| Rok  | Populacja |
| ---- | --------- |
| 1970 | 24 498    |
| 1975 | 24 480    |
| 1980 | 25 022    |
| 1985 | 25 009    |
| 1990 | 23 739    |
| 1995 | 22 377    |
| 2000 | 21 321    |
| 2005 | 20 348    |
| 2010 | 19 547    |
| 2015 | 17 602    |

## Atrakcje do zwiedzania
Warte obejrzenia są:
- dom Yatarō Iwasakiego, założyciela firmy Mitsubishi – jego dom z czasów dzieciństwa, znajduje się na północ od dworca w Inokuchi;
- zegar Noradokei (jap. 野良時計 Nora-dokei) – położony w Doi-chō, wzdłuż trasy 213;
- rezydencja samuraja – położona w Doi-chō;
- chram Sugio (jap. 杉尾神社 Sugio-jinja);
- muzyczne pomniki kompozytora Ryūtarō Hiroty (1892–1952) – 10 muzycznych pomników w różnych częściach miasta, każdy z inną wygrawerowaną jego pieśnią;
- zegar Kariyon (jap. カリヨン時計 Kariyon-dokei) – duży pomnik z zegarem, o określonych godzinach zegar wygrywa muzykę kompozytora Ryūtarō Hiroty.
- Centrum Ceramiki Uchiharano;
- rynek miasta Aki Chiba-San – znajduje się w obrębie głównego budynku stacji;
- Muzeum Kaligrafii Miasta Aki (jap. 安芸市書道美術館) – położone w Doi-chō, wzdłuż trasy 29, obok Muzeum Historii. Jest to dwupiętrowe muzeum, które wystawia wiele różnych ekspozycji kaligrafii i organizuje konkursy;
- Muzeum Historii i Folkloru Aki (jap. 安芸市歴史民俗資料館) – położone w Doi-chō, wzdłuż trasy 29, obok Muzeum Kaligrafii. Muzeum zawiera informacje na temat rozwoju miasta, w tym obszerną historię Yatarō Iwasakiego;
- port rybacki;
- Kikusui Sake Brewing Company – firma usytuowana w Hon-machi, Aki. Lokalny browar sake znany na całym Sikoku i drugi co do wielkości producent trunku w prefekturze Kōchi. Firma stale wprowadza nowe produkty. Dobrze znana jest z sake o nazwie "Shimantogawa";
- Arimitsu Brewing Company – niewielka wytwórnia sake w Akano-chō, Aki (przy granicy z wioską Geisei), która produkuje alkohol metodą tradycyjną. Produkcja jest niewielka, a sprzedaż jest ograniczona do terenu miasta i kilku wybranych sklepów detalicznych w mieście Kōchi. Najbardziej znana jest sake o nazwie "Aki Tora" (Tygrys Aki), której nazwa pochodzi  od Kunitory Aki, który mieszkał na zamku Aki;
- parki Nasu i Uchiharano – położone w Uchiharano-chō. Park Nasu jest znany z placów zabaw w kształcie warzyw, a Uchiharano jest dużym parkiem miejskim ze sztucznym jeziorem.

## Galeria

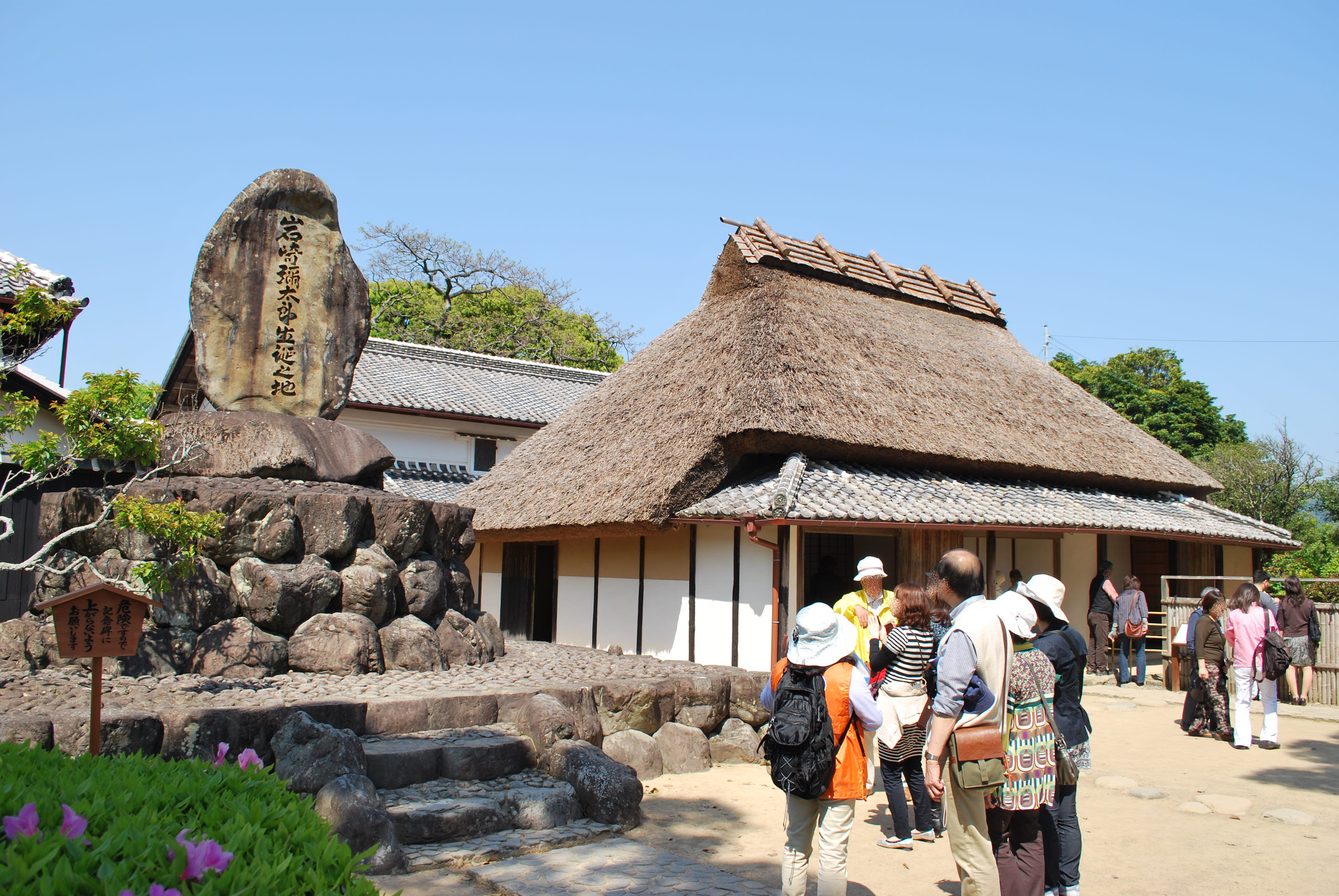
Miejsce urodzenia Yatarō Iwasakiego
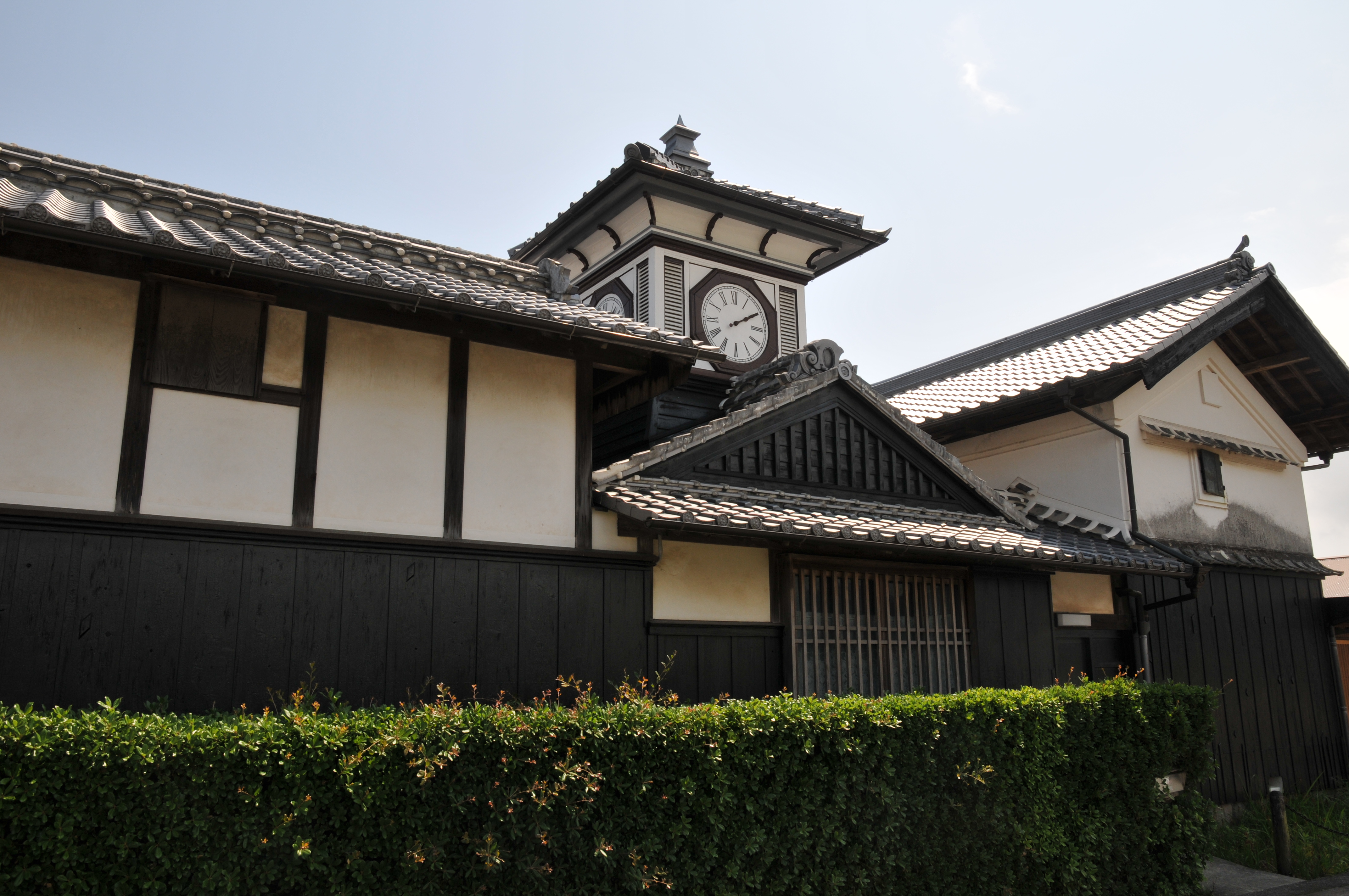
Zegar Noradokei